# Монголия (госпитальное судно)
Монго́лия — грузо-пассажирский пароход, построенный в 1901 году по заказу Морского пароходного общества Китайско-Восточной железной дороги в Триесте на верфи Stabilimento Tekniko Triestino.

## История
Проект разработала комиссия из русских специалистов во главе с главным корабельным инженером Д. В. Скворцовым. Заложено в октябре 1900 года, спущено на воду 9 июля 1901 года, 14 августа 1901 года передано владельцу.
С 1901 года обслуживал линию Владивосток — Нагасаки — Шанхай, а в 1903 году с открытием порта Дальний пароход эксплуатировался на новой линии Дальний — Шанхай — Нагасаки. По отзывам русских и иностранных пассажиров, пользовавшихся им, пассажирское судно поражало своим комфортом и удобствами.
1 февраля 1904 года из Санкт-Петербурга на Дальний Восток был направлен отряд Красного Креста для комплектования плавучего госпиталя. В составе отряда было 5 врачей (старший — Р. Р. Кинаст), провизор, заведующий хозяйством, казначей, 9 студентов-медиков, 11 сестер милосердия петербургской общины св. Георгия, 4 фельдшера и 50 санитаров. Отряд прибыл в Порт-Артур 27 февраля и был направлен на «Монголию».
15 февраля 1904 года в порту Дальний пароход был мобилизован в состав 1-й Тихоокеанской эскадры и переоборудован в госпитальное судно на 160 койко-мест с операционной и рентгеновским кабинетом. Судно было окрашено в соответствии с правилами Гаагской конвенции: надводный борт, шлюпки, кильблоки, шлюпбалки, вентиляционные раструбы, дымовая труба, мачты и грузовые стрелы — в белый цвет, корпус ниже ватерлинии — в красный, знаки Красного креста нанесены на борт, дымовую трубу, вентиляционные раструбы изнутри. На судне дислоцировались команды 6-го и 7-го подвижных госпиталей.

Взору прибывших из Петербурга медицинских работников открылась безрадостная картина. На внутреннем рейде Порт-Артура стоял обыкновенный пароход, все приспособления которого для плавучего лазарета ограничивались лишь окраской его корпуса и трубы в белый цвет, с красной полосой вдоль борта и красным крестом на белом фоне. По мнению главноуполномоченного Российского Общества Красного Креста, судно «…было неудобно по своим размерам и расположению некоторых помещений» для госпитальных целей. Пароход обладал рядом конструктивных недостатков, свойственных коммерческим судам, — крутые трапы, узкие коридоры, небольшого размера каюты. Для создания наилучших условий размещения раненых и больных, а также для нормальной работы медицинского персонала необходимо было выполнить значительный объем работ с перепланировкой отдельных помещений и перестройкой санитарных систем.— Зуев Г. И. Командирована…

На судне была небольшая специальная каюта, выделенная под судовую аптеку, но этого явно не хватало для планирующегося госпиталя на 300 коек. В пароходной аптечке имелся небольшой выбор самых употребительных «домашних» средств и перевязочных материалов. В распоряжение провизора было отведено соседнее помещение — судовой женский лазарет. Эту каюту с двумя койками, клозетом и ванной спешно переоборудовали с учетом качки под аптеку. К кроватям были приделаны доски с круглыми отверстиями — гнездами для бутылей, на стены прибито несколько полок такого же типа. Клозет превратили в канцелярию, а ванную — в конторку-лабораторию. Кроме того, с помощью судового механика установили привезенный из Петербурга аппарат для перегонки воды: небольшой куб, нагревающийся керосиновой лампой, и холодильник.— Мария Кунките. Фармацевт на войне: подвиг в Порт-Артуре. Фармацевтический вестник № 20 (510) за 2008 год
Находилась в Порт-Артуре во время осады крепости, сопровождала эскадру во время попытки прорыва через Жёлтое море 28 июля 1904 года. Во время боевых действий оставалась в стороне от места сражения, избегая попадания случайного снаряда. Была задержана японцами, досмотрена и отпущена в соответствии с правилами Гаагской конвенции. Вернувшись в Порт-Артур, до конца осады находилась на внутреннем рейде, выполняя функции плавучего госпиталя.

После бомбёжек с моря и брандеров в госпиталь стали прибывать тяжелораненые (сначала в основном моряки), и здесь большую услугу оказал привезенный с собой кислород. Причем во всем Порт-Артуре (нередко город называли просто Артур), в том числе в вольных аптеках, его было не найти, поэтому кислородом пришлось делиться с другими госпиталями, и его запасы стали быстро иссякать. Михаил Семенович решил добывать кислород самостоятельно. По его рисунку в портовых мастерских был изготовлен соответствующий аппарат: чугунная колба и газометр, которые сделали из двух старых металлических цилиндров. В частной аптеке был куплен Mangan hyperoxydat, а хлористый калий — привезен в достаточном количестве из столицы. Благодаря этому ни разу не ломавшемуся аппарату удалось добыть около 300 куб. футов кислорода. По отзывам артурских врачей, кислород спас жизнь многим раненым, особенно отравленным газами, выделявшимися при разрыве мелинитовых бомб и японского взрывчатого вещества «шамозе».— Мария Кунките. Фармацевт на войне: подвиг в Порт-Артуре. Фармацевтический вестник № 20 (510) за 2008 год
Госпитальное судно «Монголия» — единственное уцелевшее из всех судов Морского пароходства КВЖД — в 1906 году купила русская Восточноазиатская пароходная компания. В феврале 1912 пароход был продан правительству Западной Австралии и получил имя Western Australia, в апреле 1919 года был приобретён шведской компанией Rederi Ab Svenska Lloyd (Гётеборг), эксплуатировался на линии Лондон-Гётеборг, в 1920 году прошёл капитальный ремонт на Линдсхольменской верфи и 21 июля того же года был переименован в Patricia, в мае 1929 года приобретён компанией United Baltic Co. Ltd. и переименован в Baltavia. В феврале 1935 года отдано на слом в Ньюпорте.

## Командный состав и персонал госпиталя в 1904 году
- Костюрин-Охотский, Измаил Дмитриевич — капитан
- Врачи:
  - Кинаст, Рудольф Рудольфович — коллежский советник, старший врач, хирург
  - Миротворцев, Сергей Романович — младший хирург
  - Сумцев, Михаил Павлович — терапевт
  - Ковалевский, Владимир Павлович — терапевт
  - Покровский, Александр Валентинович — врач
- Фейгельсон, Михаил Семенович — провизор
- иерей Николай — судовой священник